# 내가 제일 잘 나가
〈내가 제일 잘 나가〉는 대한민국의 걸 그룹 2NE1의 노래이다. 2011년 6월 24일 2NE1의 두 번째 미니 앨범 2NE1 2nd Mini Album의 싱글로 발매되었다. 작곡과 프로듀서는 테디가 맡아 진행했고, 2011년 6월 28일 공개한 뮤직비디오는 서현승 감독이 맡아 촬영했다.
〈내가 제일 잘 나가〉는 음원이 공개되자마자 주요 음원 차트 1위를 휩쓸었고, 가온 디지털 종합차트에서도 1위에 올랐다.

## 발매와 배경
투애니원은 미니 음반의 첫 싱글 "Lonely"를 2011년 5월 12일 발매한 이후, 음반의 수록곡들을 3주 간격으로 발매하기로 했다. 미니 음반의 두 번째 싱글로 〈내가 제일 잘 나가〉로 결정되었고 본래 2011년 6월 21일 발매될 예정이었지만 YG 엔터테인먼트의 내부사정으로 인해 6월 24일 발매하기로 결정되었다. 2011년 6월 17일 박산다라는 자신의 미투데이에 안무 연습 사진을 보여주며 컴백을 알렸다. 이후 2011년 6월 20일 YG 블로그에 재킷 이미지와 함께 음원 10초를 선공개하며 24일까지 음원을 매일 10초씩 선공개한다고 밝혔다.

## 뮤직비디오
뮤직비디오는 서현승 감독이 맡아 〈내가 제일 잘 나가〉 녹음과 함께 발매 일주일 전부터 촬영이 진행되어왔다. 본래 2011년 6월 24일 공개 할 예정이었지만, YG 블로그를 통해 2, 3일 정도 늦어진다고 다음과 같이 밝혔다:
| “ | "뮤직비디오의 공개 일정이 2, 3일 정도 늦어질 것 같습니다. 규모를 너무 키운 것이 약간의 문제가 되었기 때문입니다. 잘 만들어보고 싶은 욕심이 조금 과했던 탓일까? 그 동안 2NE1이 선보였던 뮤직 비디오들에 비해 두 배 에 가까운 비용이 소요되었고 세트의 규모가 예상보다 커져 그에 따른 후반 작업 시간도 길어지게 됐다" | ” |

이후 2011년 6월 24일 〈내가 제일 잘 나가〉 음원 공개와 함께 독특한 뮤직비디오 이미지를 공개했다. 사흘 뒤인 28일 뮤직비디오를 공개했다. 같은 날, 유튜브에도 뮤직비디오를 공개했는데, 각국에서 좋은 반응을 얻으며 2일만에 조회수 170만 건을 기록했다. 현재까지는 조회수 1억을 넘기고 있다.

## 차트 성적
2011년 6월 24일 〈내가 제일 잘 나가〉 음원이 공개되자 대한민국 주요 실시간 음원 차트 1위를 휩쓸었다. 2011년 6월 19일자 가온 디지털 종합차트에서는 가온 지수 3,600만으로 4위로 데뷔했고, 다음 주 차트 1위로 올랐다. 또한 독일 비바 온라인 클럽차트에서 1위에 올랐다. 음악 프로그램에서는 2011년 7월 17일 섬머 특집으로 방송된 《인기가요》에서 1위에 올랐다. KBS 《뮤직뱅크》에서는 총점 8,739점을 기록하며 3위까지 진입했다.

## 활동

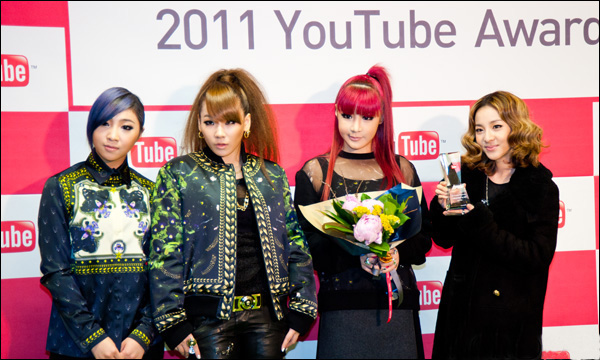
2011년 11월 2NE1

투애니원은 2011년 6월 23일 SBS 《인기가요》에서 첫 방송을 한다고 알렸다. 본래 《인기가요》 측에서 컴백 무대에 10분 가량의 시간을 준다고 했지만, 소속사측은 완성도 있는 무대를 위해서 1곡만 부르기로 결정했다. 삼 일 뒤인 26일 〈내가 제일 잘 나가〉를 부르며 파격적인 패션으로 컴백을 했다.

## 트랙 리스트
디지털 다운로드
1. 내가 제일 잘 나가 ― 3:29

## 차트

### 주간 차트
| 차트 (2011)                 | 최고 순위 |
| --------------------------- | --------- |
| 대한민국 (가온 디지털 차트) | 1         |
| 대한민국 (코리아 핫 100)    | 1         |
| 차트 (2014)                 | 최고 순위 |
| 미국 월드 (디지털 송스)     | 1         |
| 프랑스 (SNEP)               | 61        |

### 연간 차트
| 차트 (2011)                 | 순위 |
| --------------------------- | ---- |
| 대한민국 (가온 디지털 차트) | 7    |

## 같이 보기
- 2011년 가온 디지털 차트 1위 목록